# R2-D2
R2-D2（アールツーディーツー）は、アメリカのSF映画『スター・ウォーズ』シリーズに登場するキャラクター（ドロイド）である。
アールツー（R2）という愛称でも呼ばれる。宇宙用のアストロメク・ドロイドであり、C-3POの親友でもある。スター・ウォーズで関連商品が最も販売されたキャラクターである。タカラから発売されたゼンマイ歩行のR2-D2は、ジョージ・ルーカスもお気に入りであり、またILMでも大変な人気となり、会社でまるごと千個単位の注文を出し、社員や関係者や友人に供給したほどである。

## 概要
R2-D2は、ナブー王室専用機に備え付けられた宇宙船や電子機器のオペレートを主目的としたアストロメク・ドロイドである。インダストリアル・オートメートン（オートマトンの誤りか）社製。高度な電子頭脳を持ち、宇宙船などの操縦、電子、機械修理からソフトウエア航法ナビゲート・機関制御・暗号解読からクラッキング、ホログラム映像の録画再生や送受信および転送、膨大な量のデス・スター設計図を丸々コピーするほどのメモリー能力など、様々な機能を持ち兼ね備えている。真空の宇宙空間から灼熱の砂漠や極寒の雪原、果ては水中まで、高い環境適応力で活躍できるように設計されている。
そのボディのコンパクトさ（全高1メートル強、直径30センチ）にもかかわらず、装備も非常に豊富である。手の代わりとなる2本のマニピュレーター（筐体前部にある青の部分。通常は畳まれ、体と一体化している）はもとより、ホロプロジェクター、電気溶接機やサーキュラーソーなどの各種工作機械、標準仕様の汎用通信ソケット、ペリスコープ、信号受信用パラボラアンテナ、消火器、さらには自衛用のスタンガン、飛行用ジェットを搭載した高圧力ブースターまで搭載している。さらには、頭部を伸縮させる機能もある。
それでもなお余剰スペースがあり、ドリンクディスペンサーや小型の射出用コンテナなど（ルーク・スカイウォーカーのためにライトセーバーを射出した）を搭載したこともある。これらは元々装備されてはいなかったが、持ち主が変わっていくにつれて追加されたり撤去されたりした機能も含まれる。
基本的に三本足に装備されたキャタピラで移動する。この三本足さえも関節があり伸縮し、段差の低い階段の上り下りも可能。無重力の宇宙空間でも脚部を船体に吸着させて自在に移動して見せる。動力は電力で定期的に充電を必要とする。主電源は手動で切り替えねばならない。人間や他のドロイドがしゃべる自然言語は理解できるものの、様々な音程からなる電子音による機械語しかしゃべることはできない。翻訳をするプロトコル・ドロイドは大抵は相棒のC-3POが務める。しかし音階を自在に操ることで、C-3POの助けがなくても、ある程度の意思疎通は可能である。また、Xウイングなどの戦闘機に接続される際は、自然言語の文字表記で話すこともある。なお、作中で最後の所有者となったルーク・スカイウォーカーは、C-3POの通訳なしでR2-D2と意思を疎通させる描写がある。
作中では、小さなボディに不敵な精神の宿る活躍ぶりをみせるものの、その実寂しがり屋なところを見せるなど、人間に理解出来る言葉はしゃべれないがなかなか豊かな表情を見せる。時々、癇癪を起すことやC-3POを怒らせる毒舌発言もあるようだが、基本的に礼儀正しく忠義にも篤い。タトゥイーンの地に送られた際は、周囲の反対を押し切り、オビ＝ワン・ケノービ将軍を見つけ出すという課せられた使命を遂行するために奔走した。うれしいときは体をガシャガシャと左右に揺らすアクションを見せ、危険な事態に陥ると悲鳴のような甲高い電子音を発し、その感情を豊かに表現する。また、高度な人工知能を有し、デジャリックと呼ばれるボードゲームもめっぽう強い。彼これ30年来になる相棒C-3POともいいコンビで、人間顔負けの友情をみせている。スタンガンなどの自衛の装備だけではなく、内蔵する消火器の煙で追手の視界を遮り主人らの逃避を助けたり、内部のオイルを一面に噴出しB2スーパー・バトル・ドロイドらを足止めした上で、ジェットエンジンの火炎を浴びせ焼き払うなど、トリッキーな戦術を使い敵を撃退する。また、電源用ソケットに通信ソケットを間違えて差しこみ、過電流によりオーバーヒートするなどそそっかしい一面も持っている。しかし一方で、危機的な状況での主人の生存確率を計算して伝えるなど、デリカシーに欠ける面もある。また物理的な弱点をあげるなら、簡単に転倒してしまうところが欠点。
もともとは、ナブー王室の所有物であったが、その後、宇宙船修理の功績とその勇気が気に入られたことが縁で、パドメ・アミダラの個人的な所有物となる。クローン大戦の際、パドメは出征するアナキン・スカイウォーカーとの友好の証として、R2-D2はC-3POと交換される。ジェダイ・スターファイターに搭載され、数々の戦地でアナキンの戦闘をサポートした。その後、双方の主人を失ったのちオルデラン王室に仕えるアンティリーズ艦長の手に渡った。『エピソード3』のラストでC-3POが記憶を消去された際、R2はそのままにされている。
宇宙船タンティヴィIVでの任務の最中、レイア・オーガナから反乱軍の存亡に関わる重大な使命を与えられたR2は、C-3POと共に砂漠の惑星タトゥイーンに漂着し、若き水分農夫ルーク・スカイウォーカーと出会った。それ以来ルークは最も長い年月にわたってR2の主人となった人間である。多くの戦いで生死を共にした2人は、主人とドロイドというよりもむしろ親友同士だった。ルークのXウイングにあるドロイド・ソケットが事実上R2の指定席となっていたのも当然のことである。
『エピソード6』の30年後が舞台の『フォースの覚醒』では、主人であるルークの失踪以降、何年もの間スリープモードとなっており、レジスタンスの基地で保管されていた事が語られている。そしてルークの居場所を示す地図の断片のデータをBB-8が再生したことに伴ってスリープモードから復帰し、欠けていた断片を再生する事で地図のデータを完成させた。続く『最後のジェダイ』でルークと久しぶりの再会を果たす。過去に弟子を失ったショックから心を閉ざしてジェダイの道に嫌悪感を抱くようにすらなり、訪ねてきたレイに対しても邪険に接していたルークも、親友であるR2との再会には心から喜び劇中で初めて笑顔を見せている。R2からレイをジェダイとして鍛えるよう説得されても始めは固辞していたが、直後にR2は『エピソード4』でルークの運命を変えるきっかけとなったレイアの救難メッセージのホログラムを再生する。ルークはそれに苦笑しながら「ずるいぞ」を述べるも、これによってようやく重い腰を上げ、レイを鍛えることを決意するのだった。『スカイウォーカーの夜明け』では記憶を失ったC-3POをバックアップデータに接続し蘇らせた。エクセゴルの戦いではポー・ダメロンが将軍に任命されると彼の乗るXウィングに乗りこの戦いを勝利し共に生き残った。

### レジェンズ
『エピソード3』直後が舞台のスピンオフ小説『暗黒卿ダース・ヴェイダー』では以前の記憶が残っており、オルデランにやってきたダース・ベイダーに姿を見られないようC-3PO共々姿を隠そうとする描写がある。
『エピソード4』では旧知の仲で戦友でもあるオビ＝ワン・ケノービと再会しながらも必要以上に絡むことがなかったが、彼の半生を描いたスピンオフ小説『オビ＝ワン・ケノービの伝説』ではその点についてフォローしている。当初R2-D2の姿を見たオビ＝ワンは「あのR2とそっくりだ」と内心喜びつつも流石に同一個体とは思わず、彼を「おチビ君」と呼んで親し気に接するだけだった。その後レイアのメッセージを見たことでそれが自分が知るR2-D2そのものであると気付いたが、ルークに父親の真相を隠すために敢えて他人のふりを続けたとされる。
ルークとマラ・ジェイドの結婚式では、新郎の付添い人を務めている。
『エピソード6』の30年後が舞台のスピンオフ小説『ダークネスト3部作』では、クローン大戦当時の記憶が暗号化された上で隠蔽されているのが発見され、R2自身もそのようなデータがあることを自覚していなかったという描写がある。この処置をいつ誰が行ったのか、なぜ消去ではなく隠蔽という形で残したのかについては不明である。この記憶を再生することで、ルーク・スカイウォーカーとレイア・オーガナ・ソロは母がパドメ・アミダラである事実と、父アナキンがダース・ベイダーとなるに至る真相を知ることとなる。

## 制作時のエピソード
黒澤明監督を敬愛しているルーカスは自ら、『スター・ウォーズ エピソード4/新たなる希望』（1977年）のアイデアを、『隠し砦の三悪人』を元に考えたと話している。『スター・ウォーズ』の冒頭シーンやラストシーンも、この作品のそれを模したとみられる。C-3POとR2の元ネタとなったのは、この作品の登場人物、太平（千秋実）と又七（藤原釜足）である。
R2-D2という名前は、映画『アメリカン・グラフィティ』（1973年）の制作の際に、音響担当のウォルター・マーチが、「フィルムの2巻目(Reel 2)に入ってる2番目の会話場面(Dialogue 2)」という意味でルーカスに「R2D2を持ってきてくれ」と言ったことに由来する。ルーカスがその語感を気に入って、後年ロボットの名前に採用した。
『新たなる希望』では多くのシーンでケニー・ベイカーが中に入り操作をしていたが、『帝国の逆襲』以降は主にラジコンが使用され、ベイカーはほんの数シーンのみの出演だった（R2が歩くシーン）。新3部作ではさらに高性能な究極R2が開発され（一部はCG合成）、ベイカーは「R2-D2 コンサルタント」という名義で表示されるようになった。
電子音による機械語はR2の音声について悩んでいたときにスタッフが冗談で発した赤ちゃんことばがヒントになっているといわれる。音響監督と編集のベン・バートによれば、R2の声はシンセサイザーの電子音と、彼による赤ちゃんの声真似を混ぜたもの、とのこと。

## 他作品への影響
- 『ドラえもん のび太の宇宙小戦争』のオープニングでは相棒のC-3POと共にドラえもん、のび太とアニメーションでの共演を果たしている。また短編『天井うらの宇宙戦争』にはR2-D2のパロディキャラクター「R3-D3」が登場する[注 3]。
- コンタロウのギャグ漫画『1・2のアッホ!!』には、主人公の“カントク”が開発した、R2-D2そっくりのピッチングマシン兼野球部のエースが登場する。
- 「スター・ウォーズ」日本公開時とほぼ同時期にTBSで放映されていた『UFOセブン大冒険!』（毎週木曜19:00～19:30＝JST）では、主演のピンク・レディーのお目付け役ロボットとして、R2-D2そっくりの“RX”が登場した。

また「MITハック」と呼ばれるマサチューセッツ工科大学の伝統的悪戯で、1999年に同大の象徴であるグレートドームにR2-D2を模したデコレーションが施されたことがある。
R2-D2はジョージ・ルーカスの友人であるスティーヴン・スピルバーグが監督を務めた『未知との遭遇』にカメオ出演している。他にも、2009年に公開された映画『スター・トレック』にも登場しており、同映画の配給元であるパラマウント・ピクチャーズによって「R2-D2を探せ!コンテスト」が実施された。